# Onda Kelvin
Las ondas Kelvin son ondas oceánicas paralelas extremadamente largas que se propagan de oeste a este en los océanos, especialmente notorio en el Pacífico, donde hace que la capa superior del mar relativamente cálido se concentre y el nivel del mar aumente. Una onda de Kelvin, en oceanografía y como parte de la dinámica de fluidos, es lineal o no dispersiva; es también un modo de perturbación a gran escala de un vórtice en la dinámica de superfluidos; en términos de la derivación meteorológica u oceanográfica, se puede suponer que el componente de velocidad meridional desaparece, es decir, no hay flujo en la dirección norte-sur, lo que hace que las ecuaciones de movimiento y continuidad sean mucho más simples. Esta ola lleva el nombre del descubridor, Lord Kelvin (1879).

## Onda Kelvin ecuatorial
También llamada onda Kelvin ecuatorial (OKE), es un tipo especial de ondas de gravedad que es afectada por la rotación de la Tierra y puede ser generada debido a pulsos de vientos del oeste y en el Pacífico se propaga en dirección hacia las costas de Sudamérica. Profundiza la termoclina, teniendo como consecuencia calentamientos transitorios en el ecosistema marino del afloramiento del mar peruano, lo que se relaciona con el fenómeno de El Niño.